# Gūrāb Javār
Gūrāb Javār (persiska: گوراب جوار) är en ort i Iran.   Den ligger i provinsen Gilan, i den norra delen av landet, 220 km nordväst om huvudstaden Teheran. Antalet invånare är 373.
Terrängen runt Gūrāb Javār är mycket platt. Runt Gūrāb Javār är det ganska tätbefolkat, med 155 invånare per kvadratkilometer. Närmaste större samhälle är Lāhījān, 10,3 km söder om Gūrāb Javār. Trakten runt Gūrāb Javār består till största delen av jordbruksmark.